# 湾子站
湾子站是一个位于中国北京市西城区广安门外街道广安门外大街、马连道北路、马连道路交叉口，属于北京地铁7号线的地铁车站。车站结构于2013年8月封顶。2014年12月28日随7号线通车一同投入使用。

## 位置
湾子站位于二环外，马连道路（南北向）和广安门外大街（两广路，东西向）交汇处，莲花河西侧，呈东西向布置。
湾子一名则因广安门外的西大道（广安门外大街的雏形）在此转向西南方向而得名。

## 结构

### 车站楼层
湾子站为单柱双跨地下二层车站，侧式站台设计，采用明挖法施工。
| 地面层          | 街道                          | A-D出入口                        |
| 地下一层 站厅层 | 站厅                          | 客务中心、自动售票机、进出站闸机 |
| 地下二层 站台层 | 侧式站台，右側開门            | 侧式站台，右側開门               |
| 地下二层 站台层 | █ 7号线往北京西站（終點站）   |                                  |
| 地下二层 站台层 | █ 7号线往环球度假区（达官营） |                                  |
| 地下二层 站台层 | 侧式站台，右側開门            |                                  |

### 大堂及车站艺术

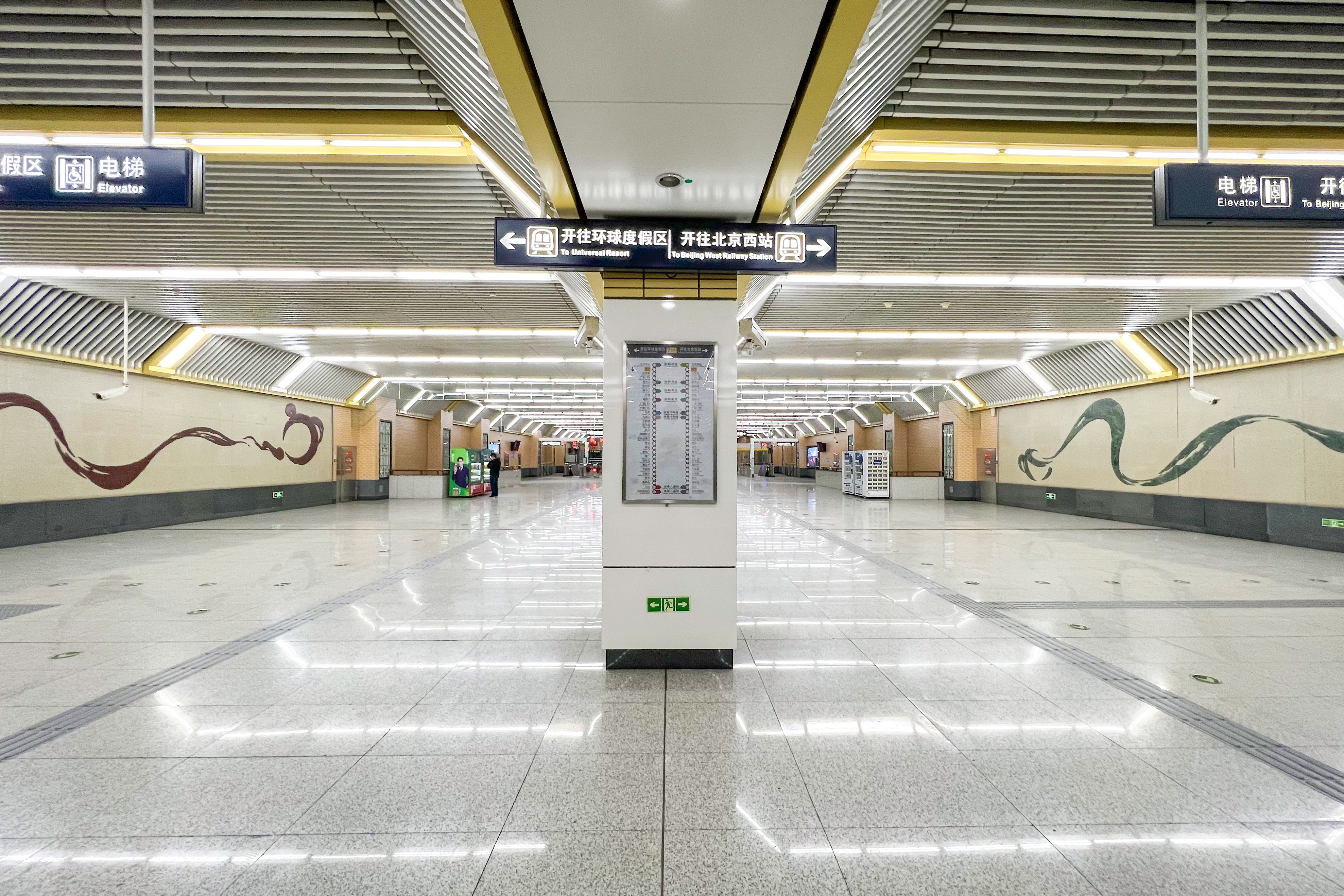
站厅（2022年2月摄）

湾子站的大堂位于车站地下一层，北侧和南侧分别设有由朱乐明创作、展现中国茶文化的《茶香》、《茶韵》艺术墙，与临近的马连道茶叶文化一条街相呼应。

### 站台

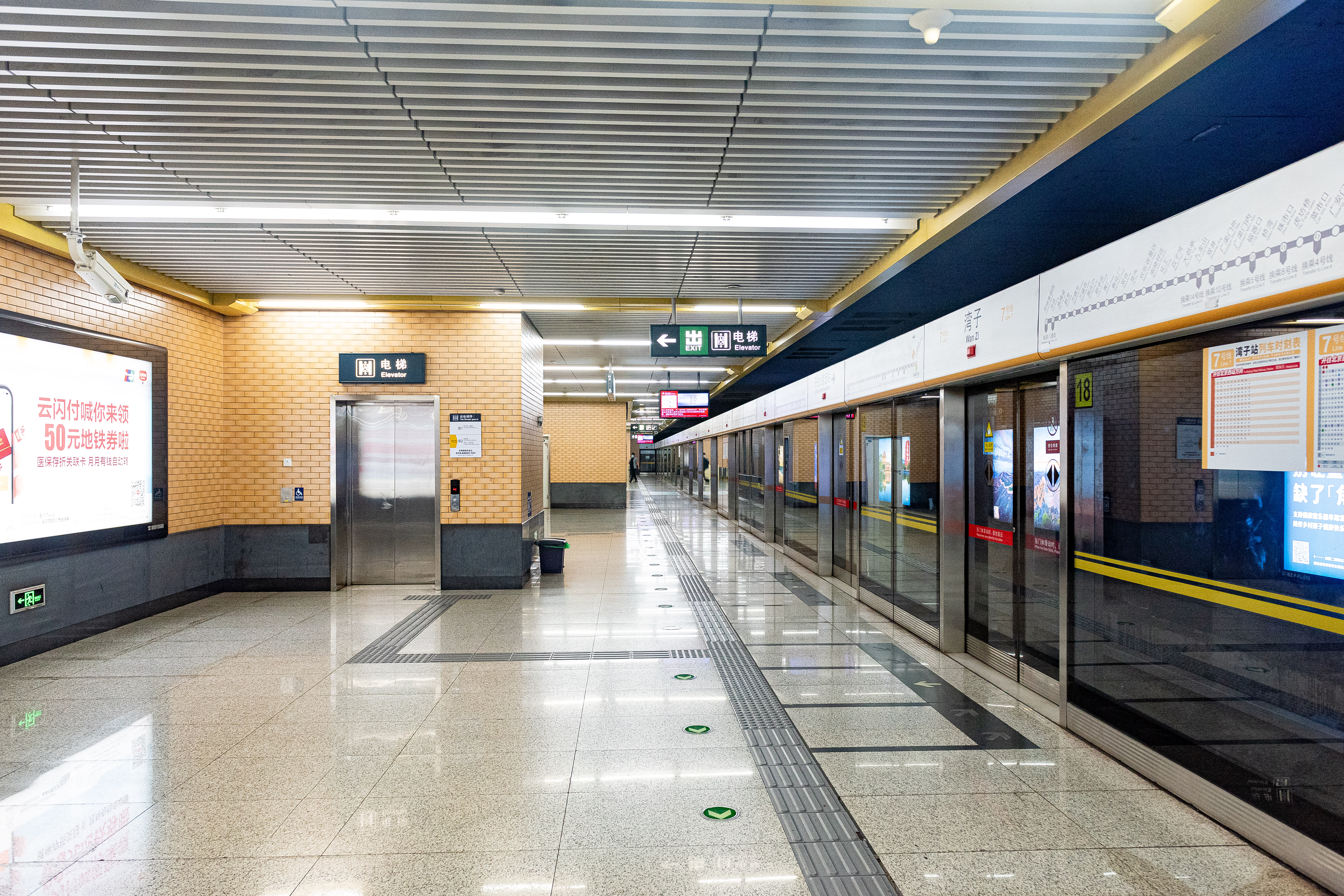
西行站台（2021年9月摄）

湾子站设有2个侧式站台，位于广安门外大街地底。本站月台西端设有一条渡线。

### 出入口
湾子站现有A（西北）、C（东南）、D（西南）三个出入口，其中A、C口设有升降电梯。
|                       |              |                                                                                  |      |            |
| 编号                  | 指示         | 建议前往的目的地                                                                 | 图片 | 无障碍设施 |
| 出口 · A · 升降机标志 | 马连道北街   | 马连道北街、广安路、全季酒店西客站店、北京市宣武外国语实验学校、锦江之星西客站店 |      |            |
| 出口 · C · 升降机标志 | 广安门外大街 | 广安门外大街、马连道北街、红莲路                                                 |      |            |
| 出口 · D              | 马连道路     | 马连道路、马连道南街、新年华购物中心、第三区商业街                               |      | 不適用     |
| 註： 設有             |              |                                                                                  |      |            |